# Olympische Sommerspiele 1956/Teilnehmer (Pakistan)
| Gelbes Symbol für Goldmedaillen mit stilisierten Olympischen Ringen | Graues Symbol für Silbermedaillen mit stilisierten Olympischen Ringen | Braundes Symbol für Bronzemedaillen mit stilisierten Olympischen Ringen |
| ------------------------------------------------------------------- | --------------------------------------------------------------------- | ----------------------------------------------------------------------- |
| —                                                                   | 1                                                                     | —                                                                       |

Pakistan nahm an den Olympischen Sommerspielen 1956 im australischen Melbourne mit einer Delegation von 55 männlichen Sportlern an 43 Wettkämpfen in acht Sportarten teil.
Seit 1948 war es die dritte Teilnahme Pakistans an Olympischen Sommerspielen.
Jüngster Athlet war mit 16 Jahren und 121 Tagen der Radrennfahrer Saleem Farooqi, ältester Athlet der Sportschütze Zafar Ahmed Muhammad (43 Jahre und 149 Tage).

## Flaggenträger
Der Hockeyspieler Abdul Hamid trug die Flagge Pakistans während der Eröffnungsfeier im Melbourner Olympiastadion.

## Medaillen
Mit einer gewonnenen Silbermedaille belegte das pakistanische Team Platz 31 im Medaillenspiegel.

### Silber
| Namen | Sportart | Wettbewerb |
| --- | -------- | ---------- |
| Abdul Hamid, Nasir Ahmad, Anwar Ahmad Khan, Hussein Akhtar, Noor Alam, Manzoor Hussain Atif, Naseer Bunda, Munir Ahmad Dar, Zakir Hussain, Qazi Massarrat Hussain, Ghulam Rasul, Habibur Rehman, Latifur Rehman und Mutih Ullah | Hockey   | Herren     |

## Teilnehmer nach Sportarten

### Boxen
- Samuel Harris
  - Fliegengewicht

Rang 17
Runde eins: Niederlage gegen Terry Spinks aus Großbritannien nach Punkten

- Bait Husain
  - Weltergewicht

Rang neun
Runde eins: Niederlage gegen András Dőri aus Ungarn nach Punkten

- Ahmed Rashid
  - Bantamgewicht

Rang neun
Runde eins: Freilos
Runde zwei: Niederlage gegen Mario Sitri aus Italien nach Punkten

- Gul Rehmat
  - Halbweltergewicht

Rang 17
Runde eins: Niederlage gegen Franco Nenci aus Italien durch technischen KO in der dritten Runde

- Muhammad Safdar
  - Halbmittelgewicht

Rang neun
Runde eins: Niederlage gegen Boris Nikolow aus Bulgarien nach Punkten

- Maurice White
  - Federgewicht

Rang neun
Runde eins: Freilos
Runde zwei: Niederlage gegen Tristán Falfán aus Argentinien durch technischen KO in der zweiten Runde

### Gewichtheben
- Muhammad Bashir
  - Federgewicht

Finale: 247,5 kg, Rang 18
Militärpresse: 72,5 kg, Rang 21
Reißen: 72,5 kg, Rang 20
Stoßen: 97,5 kg, Rang 17

- Muhammad Iqbal Butt
  - Leichtgewicht

Finale: 337,5 kg, Rang zehn
Militärpresse: 105,0 kg, Rang zehn
Reißen: 102,5 kg, Rang zehn
Stoßen: 130,0 kg, Rang zehn

- Habib Rahman
  - Bantamgewicht

Finale: 177,5 kg, Wettkampf nicht beendet (DNF)
Militärpresse: 80,0 kg, Rang zwölf
Reißen: kein gültiger Versuch
Stoßen: 97,5 kg, Rang 15

### Hockey
- Ergebnisse
Hauptrunde: Gruppe C, fünf Punkte, 7:1 Tore, Rang eins, für das Halbfinale qualifiziert
2:0-Sieg gegen Belgien
Tore: Hamid Abdul, Naseer Bunda
5:1-Sieg gegen Neuseeland
Tore: Hamid Abdul (2 ×), Naseer Bunda, Habibur Rehman, Mutih Ullah
0:0-Unentschieden gegen Deutschland
Halbfinale
3:2-Sieg gegen Großbritannien
Tore: Manzoor Hussain Atif, Habibur Rehman, Mutih Ullah
Finale: 0:1-Niederlage gegen Indien
Rang zwei
- Kader
Abdul Hamid
Nasir Ahmad
Anwar Ahmad Khan
Hussein Akhtar
Noor Alam
Manzoor Hussain Atif
Naseer Bunda
Munir Ahmad Dar
Zakir Hussain
Qazi Massarrat Hussain
Habib Ali Kiddie
Ghulam Rasul
Habibur Rehman
Latifur Rehman
Mutih Ullah

### Leichtathletik
4 × 100 Meter Staffel
- Ergebnisse
Runde eins: in Lauf eins (Rang drei) für das Halbfinale qualifiziert, 41,3 Sekunden (handgestoppt), 41,42 Sekunden (automatisch gestoppt)
Halbfinale: ausgeschieden in Lauf zwei (Rang fünf), 40,8 Sekunden (handgestoppt), 40,78 Sekunden (automatisch gestoppt)
- Staffel
Abdul Aziz
Muhammad Sharif Butt
Abdul Khaliq
Ghulam Raziq

Einzel
- Muhammad Havildar Aslam
  - Marathon

Finale: 2:44:33 Stunden, Rang 22

- Muhammad Ayub
  - Diskuswurf

Qualifikationsrunde: 44,88 Meter, Rang 19, nicht für das Finale qualifiziert
Versuch eins: 40,93 Meter
Versuch zwei: 41,79 Meter
Versuch drei: 44,88 Meter

- Abdul Aziz
  - 200 Meter Lauf

Runde eins: ausgeschieden in Lauf neun (Rang fünf), 22,9 Sekunden (handgestoppt), 22,98 Sekunden (automatisch gestoppt)

- Muhammad Sharif Butt
  - 100 Meter Lauf

Runde eins: ausgeschieden in Lauf elf (Rang vier), 11,1 Sekunden (handgestoppt), 11,26 Sekunden (automatisch gestoppt)
  - 200 Meter Lauf

Runde eins: ausgeschieden in Lauf vier (Rang drei), 22,2 Sekunden (handgestoppt), 22,38 Sekunden (automatisch gestoppt)

- Allah Ditta
  - Stabhochsprung

Qualifikationsrunde: 4,00 Meter, Rang 15, nicht für das Finale qualifiziert
3,85 Meter: gültig, zwei Fehlversuche
4,00 Meter: gültig, ein Fehlversuch
4,15 Meter: ungültig, drei Fehlversuche

- Kalim Khawaja Ghani
  - 110 Meter Hürden

Runde eins: ausgeschieden in Lauf zwei (Rang sechs), 16,1 Sekunden (handgestoppt), 16,32 Sekunden (automatisch gestoppt)
  - 400 Meter Hürden

Runde eins: ausgeschieden in Lauf zwei (Rang vier), 55,1 Sekunden (handgestoppt), 55,36 Sekunden (automatisch gestoppt)

- Muhammad Iqbal
  - Hammerwurf

Qualifikationsrunde: 54,59 Meter, Rang 14, für das Finale qualifiziert
Versuch eins: 54,59 Meter
Versuch zwei: ausgelassen
Versuch drei: ausgelassen
Finalrunde: 56,97 Meter, Rang elf
Versuch eins: 56,45 Meter
Versuch zwei: 55,24 Meter
Versuch drei: 56,97 Meter

- Mahmoud Jan
  - 800 Meter Lauf

Runde eins: ausgeschieden in Lauf fünf (Rang sechs), 1:59,5 Minuten
  - 1500 Meter Lauf

Runde eins: ausgeschieden in Lauf zwei (Rang 14), 4:15,0 Minuten

- Abdul Khaliq
  - 100 Meter Lauf

Runde eins: in Lauf drei (Rang zwei) für das Viertelfinale qualifiziert, 10,8 Sekunden (handgestoppt), 10,97 Sekunden (automatisch gestoppt)
Viertelfinale: in Lauf zwei (Rang zwei) für das Halbfinale qualifiziert, 10,5 Sekunden (handgestoppt), 10,78 Sekunden (automatisch gestoppt)
Halbfinale: ausgeschieden in Lauf eins (Rang vier), 10,6 Sekunden (handgestoppt), 10,93 Sekunden (automatisch gestoppt)
  - 200 Meter Lauf

Runde eins: in Lauf fünf (Rang eins) für das Viertelfinale qualifiziert, 21,1 Sekunden (handgestoppt), 21,32 Sekunden (automatisch gestoppt)
Viertelfinale: in Lauf eins (Rang eins) für das Halbfinale qualifiziert, 21,1 Sekunden (handgestoppt), 21,34 Sekunden (automatisch gestoppt)
Halbfinale: ausgeschieden in Lauf eins (Rang vier), 21,5 Sekunden (handgestoppt), 21,58 Sekunden (automatisch gestoppt)

- Abdullah Khan
  - 400 Meter Lauf

Runde eins: ausgeschieden in Lauf eins (Rang drei), 49,0 Sekunden (handgestoppt), 49,19 Sekunden (automatisch gestoppt)
  - 800 Meter Lauf

Runde eins: ausgeschieden in Lauf vier (Rang fünf), 1:52,6 Minuten (handgestoppt), 1:52,71 Minuten (automatisch gestoppt)

- Jalal Khan
  - Speerwurf

Qualifikationsrunde: 65,35 Meter, Rang 17, nicht für das Finale qualifiziert
Versuch eins: 65,35 Meter
Versuch zwei: ungültig
Versuch drei: 61,61 Meter

- Muhammad Nawaz
  - Speerwurf

Qualifikationsrunde: 67,57 Meter, Rang 14, für das Finale qualifiziert
Versuch eins: 59,44 Meter
Versuch zwei: 61,62 Meter
Versuch drei: 67,57 Meter
Finalrunde: 62,55 Meter, Rang 14
Versuch eins: 62,55 Meter
Versuch zwei: 59,42 Meter
Versuch drei: 61,13 Meter

- Muhammad Ramzan Ali
  - Dreisprung

Qualifikationsrunde: 13,90 Meter, Rang 30, nicht für das Finale qualifiziert
Versuch eins: ungültig
Versuch zwei: ungültig
Versuch drei: 13,90 Meter
  - Weitsprung

Qualifikationsrunde: 7,11 Meter, Rang 17, nicht für das Finale qualifiziert
Versuch eins: 6,75 Meter
Versuch zwei: 7,11 Meter
Versuch drei: ungültig

- Abdul Rashid
  - Marathon

Finale: 2:57:47 Stunden, Rang 30

- Muhammad Rashid
  - Dreisprung

Qualifikationsrunde: 13,53 Meter, Rang 31, nicht für das Finale qualifiziert
Versuch eins: 13,00 Meter
Versuch zwei: 13,53 Meter
Versuch drei: 13,35 Meter
  - Weitsprung

Qualifikationsrunde: 6,13 Meter, Rang 30, nicht für das Finale qualifiziert
Versuch eins: 6,13 Meter
Versuch zwei: 6,10 Meter
Versuch drei: 5,90 Meter

- Ghulam Raziq
  - 100 Meter Lauf

Runde eins: ausgeschieden in Lauf zehn (Rang sechs), 11,2 Sekunden (handgestoppt), 11,26 Sekunden (automatisch gestoppt)
  - 110 Meter Hürden

Runde eins: in Lauf eins (Rang drei) für das Halbfinale qualifiziert, 14,5 Sekunden (handgestoppt), 14,65 Sekunden (automatisch gestoppt)
Halbfinale: ausgeschieden in Lauf zwei (Rang fünf), 14,6 Sekunden (handgestoppt), 14,74 Sekunden (automatisch gestoppt)

- Muhammad Yaqub
  - 400 Meter Hürden

Runde eins: ausgeschieden in Lauf drei (Rang fünf), 53,1 Sekunden (handgestoppt), 53,18 Sekunden (automatisch gestoppt)

### Radsport
Bahn

4000 Meter Mannschaftsverfolgung
- Ergebnisse
Runde eins: ausgeschieden in Lauf eins, Wettkampf nicht beendet (DNF)
- Mannschaft
Saleem Farooqi
Muhammad Naqi Mallick
Din Meraj
Shazada Muhammad Shah-Rukh

Einzel
- Saleem Farooqi
  - 1000 Meter Zeitfahren

Finale: 1:20,8 Minuten, Rang 21

- Shazada Muhammad Shah-Rukh
  - Sprint

Runde eins: in Lauf zwei (Rang drei) gescheitert
Runde eins Hoffnungslauf: ausgeschieden in Lauf eins (Rang zwei)

Straße

Mannschaftswertung (187,73 km)
- Ergebnisse
Finale: Wettkampf nicht beendet (DNF)
- Mannschaft
Saleem Farooqi
Muhammad Naqi Mallick
Din Meraj
Shazada Muhammad Shah-Rukh

Einzel
- Saleem Farooqi
  - Straßenrennen (187,73 km)

Finale: Wettkampf nicht beendet (DNF)

- Muhammad Naqi Mallick
  - Straßenrennen (187,73 km)

Finale: Wettkampf nicht beendet (DNF)

- Din Meraj
  - Straßenrennen (187,73 km)

Finale: Wettkampf nicht beendet (DNF)

- Shazada Muhammad Shah-Rukh
  - Straßenrennen (187,73 km)

Finale: Wettkampf nicht beendet (DNF)

### Ringen
Freistil

- Muhammad Ashraf
  - Leichtgewicht

ausgeschieden nach Runde vier mit sechs Minuspunkten
Runde eins: Schultersieg gegen Tae-Geun O aus Südkorea, null Minuspunkte
Runde zwei: Niederlage gegen Mario Tovar González aus Mexiko (1:2), zwei Minuspunkte
Runde drei: Sieg gegen Jack Taylor aus Großbritannien nach Punkten (3:0), drei Minuspunkte
Runde vier: Schulterniederlage gegen Alimbek Borissowitsch Bestajew aus der Sowjetunion, sechs Minuspunkte

- Abdul Aziz
  - Fliegengewicht

ausgeschieden nach Runde drei mit sieben Minuspunkten
Runde eins: Schulterniederlage gegen Jeong-Gyu Lee aus Südkorea, drei Minuspunkte
Runde zwei: Sieg gegen Frederick Flannery aus Australien nach Punkten (0:3), vier Minuspunkte
Runde drei: Schulterniederlage gegen Hüseyin Akbaş aus der Türkei, sieben Minuspunkte

- Muhammad Faiz
  - Mittelgewicht

ausgeschieden nach Runde zwei mit sechs Minuspunkten
Runde eins: Schulterniederlage gegen Viljo Punkari aus Finnland, drei Minuspunkte
Runde zwei: Schulterniederlage gegen İsmet Atlı aus der Türkei, sechs Minuspunkte

- Muhammad Latif
  - Weltergewicht

ausgeschieden nach Runde drei mit sechs Minuspunkten
Runde eins: Niederlage gegen Alfred Tischendorf aus Deutschland nach Punkten (0:3), drei Minuspunkte
Runde zwei: Freilos
Runde drei: gegen Coenraad de Villiers aus Südafrika nach Punkten verloren (0:3), sechs Minuspunkte

- Muhammad Nazir
  - Federgewicht

ausgeschieden nach Runde zwei mit fünf Minuspunkten
Runde eins: Niederlage gegen Shōzō Sasahara aus Japan nach Punkten (0:3), drei Minuspunkte
Runde zwei: gegen Bayram Şit aus der Türkei nach Punkten verloren (1:2), fünf Minuspunkte

- Din Zahur
  - Bantamgewicht

ausgeschieden nach Runde drei mit sechs Minuspunkten
Runde eins: Punktesieg gegen Geoffrey Jameson aus Australien (3:0), ein Minuspunkt
Runde zwei: Punkteniederlage gegen Sang-Gyun Lee aus Südkorea (1:2), drei Minuspunkte
Runde drei: Schulterniederlage gegen Mykhailo Shakhov aus der Sowjetunion, sechs Minuspunkte

### Schießen
- Saifi Chaudhry
  - Freies Gewehr Dreistellungskampf

Finale: 267 Punkte, Rang 20
Kniend: Wettkampf nicht beendet (DNF)
Liegend: 84 Punkte, Rang 20
Runde eins: 84 Punkte
Runde zwei: Wettkampf nicht beendet (DNF)
Runde drei: Wettkampf nicht beendet (DNF)
Runde vier: Wettkampf nicht beendet (DNF)
Stehend: 183 Punkte, Rang 20
Runde eins: 12 Punkte
Runde zwei: 65 Punkte
Runde drei: 59 Punkte
Runde vier: 47 Punkte

- Zafar Ahmed Muhammad
  - Kleinkaliber Dreistellungskampf

Finale: 999 Punkte, Rang 43
Kniend: 353 Punkte, Rang 42
Runde eins: 89 Punkte
Runde zwei: 88 Punkte
Runde drei: 88 Punkte
Runde vier: 88 Punkte
Liegend: 389 Punkte, Rang 42
Runde eins: 97 Punkte
Runde zwei: 99 Punkte
Runde drei: 99 Punkte
Runde vier: 94 Punkte
Stehend: 257 Punkte, Rang 44
Runde eins: 68 Punkte
Runde zwei: 63 Punkte
Runde drei: 60 Punkte
Runde vier: 66 Punkte

- - Kleinkaliber liegend

Finale: 582 Punkte, Rang 44
Runde eins: 98 Punkte, Rang 33
Runde zwei: 99 Punkte, Rang 22
Runde drei: 96 Punkte, Rang 44
Runde vier: 97 Punkte, Rang 37
Runde fünf: 96 Punkte, Rang 44
Runde sechs: 96 Punkte, Rang 44

- - Freie Scheibenpistole

Finale: 460 Punkte, Rang 31
Runde eins: 67 Punkte, Rang 32
Runde zwei: 74 Punkte, Rang 30
Runde drei: 83 Punkte, Rang 26
Runde vier: 81 Punkte, Rang 28
Runde fünf: 76 Punkte, Rang 33
Runde sechs: 79 Punkte, Rang 32

### Schwimmen
- Shah Ghazi
  - 200 Meter Schmetterling

Runde eins: ausgeschieden in Runde drei (Rang sechs), 2:48,0 Minuten

- Ahmed Nazir
  - 100 Meter Rücken

Runde eins: ausgeschieden in Lauf eins (Rang sechs), 1:10,7 Minuten

- Ghulam Rasul
  - 200 Meter Brust

Runde eins: ausgeschieden in Lauf drei, disqualifiziert